# Rio Cuílo
O rio Cuílo (Kwilo, Quílo) é um rio de Angola e República Democrática do Congo, afluente do rio Cassai. Tem 965 km de extensão. Nasce em Angola e corre para norte, ao longo da província de Cuílo, já em terras quinxassa-congolesas, até a cidade de Bandundu, onde conflui com o rio Cuango pouco antes de este se encontrar com o rio Cassai. Na República Democrática do Congo o rio banha as cidades de Gungu, Quicuíte, Bulungu, Bagata e Bandundu.